# Wraxall
Pour les articles homonymes, voir Wraxall (homonymie).
Wraxall est un village du Somerset, situé dans le North Somerset en Angleterre. Il forme avec Failand de la paroisse civile de Wraxall and Failand.